# Otto Roever
Otto August Wilhelm Roever (* 17. Juli 1884 in Niedermöllrich (Schwalm-Eder-Kreis); † 10. Oktober 1949 in Bad Wildungen) war ein deutscher Landwirt und Abgeordneter des Provinziallandtages der preußischen Provinz Hessen-Nassau.

## Leben
Otto Roever wurde als Sohn des Heinrich Friedrich Roever und dessen Ehefrau Anna Mathilde Quidde geboren. Er betrieb in seinem Heimatdorf eine Landwirtschaft und war politisch engagiert. Für die Hessen-Nassauische Arbeitsgemeinschaft erhielt er 1926 einen Sitz im Kurhessischen Kommunallandtag des Regierungsbezirks Kassel, aus dessen Mitte er zum Abgeordneten des Provinziallandtages der Provinz Hessen-Nassau bestimmt wurde. Hier war er  Mitglied des Eingabenausschusses und blieb bis zum Jahre 1929 in den Parlamenten.